# Akademie Haus Sonneck

Logo der Akademie Haus Sonneck

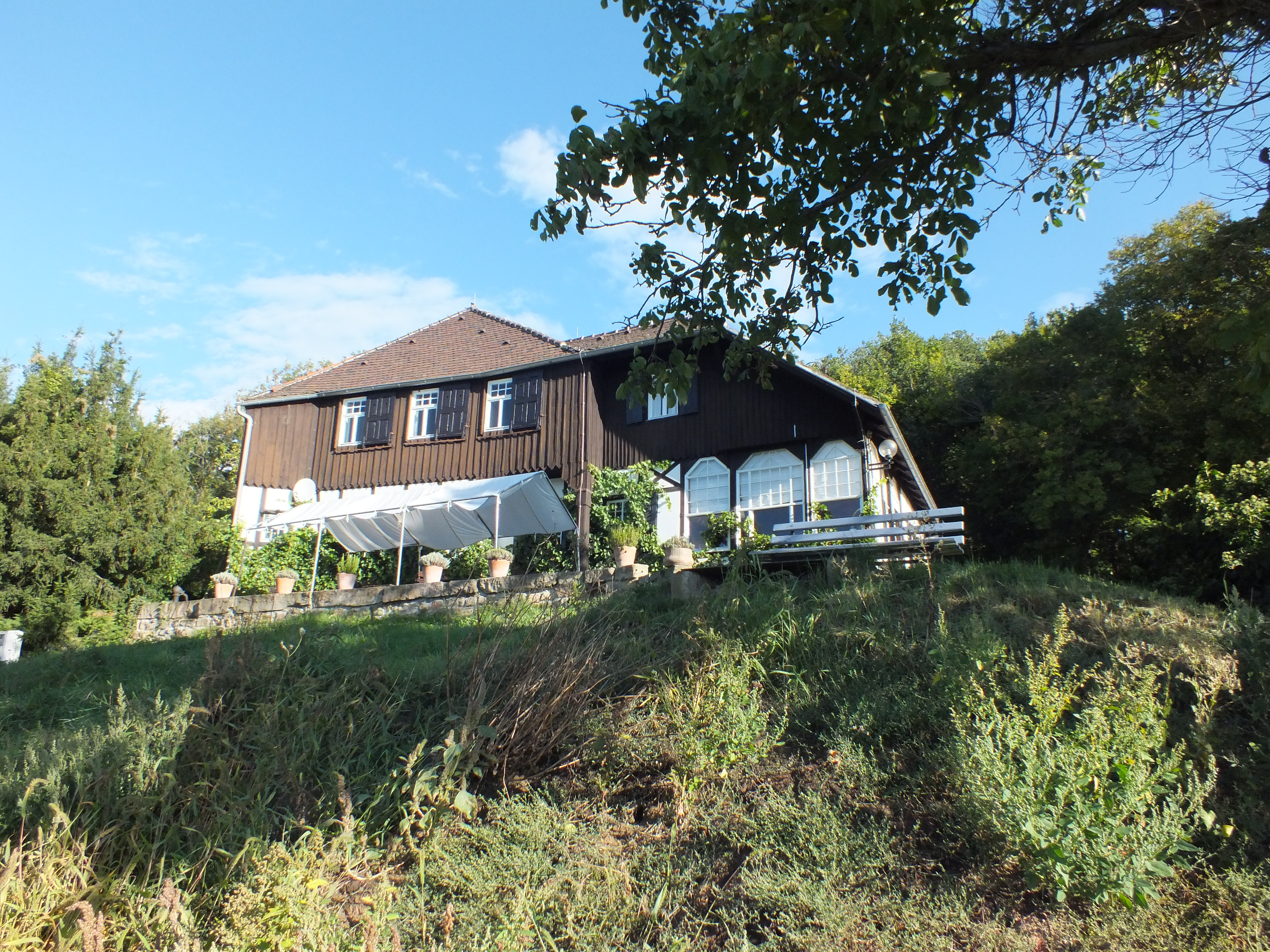
Akademie Haus Sonneck

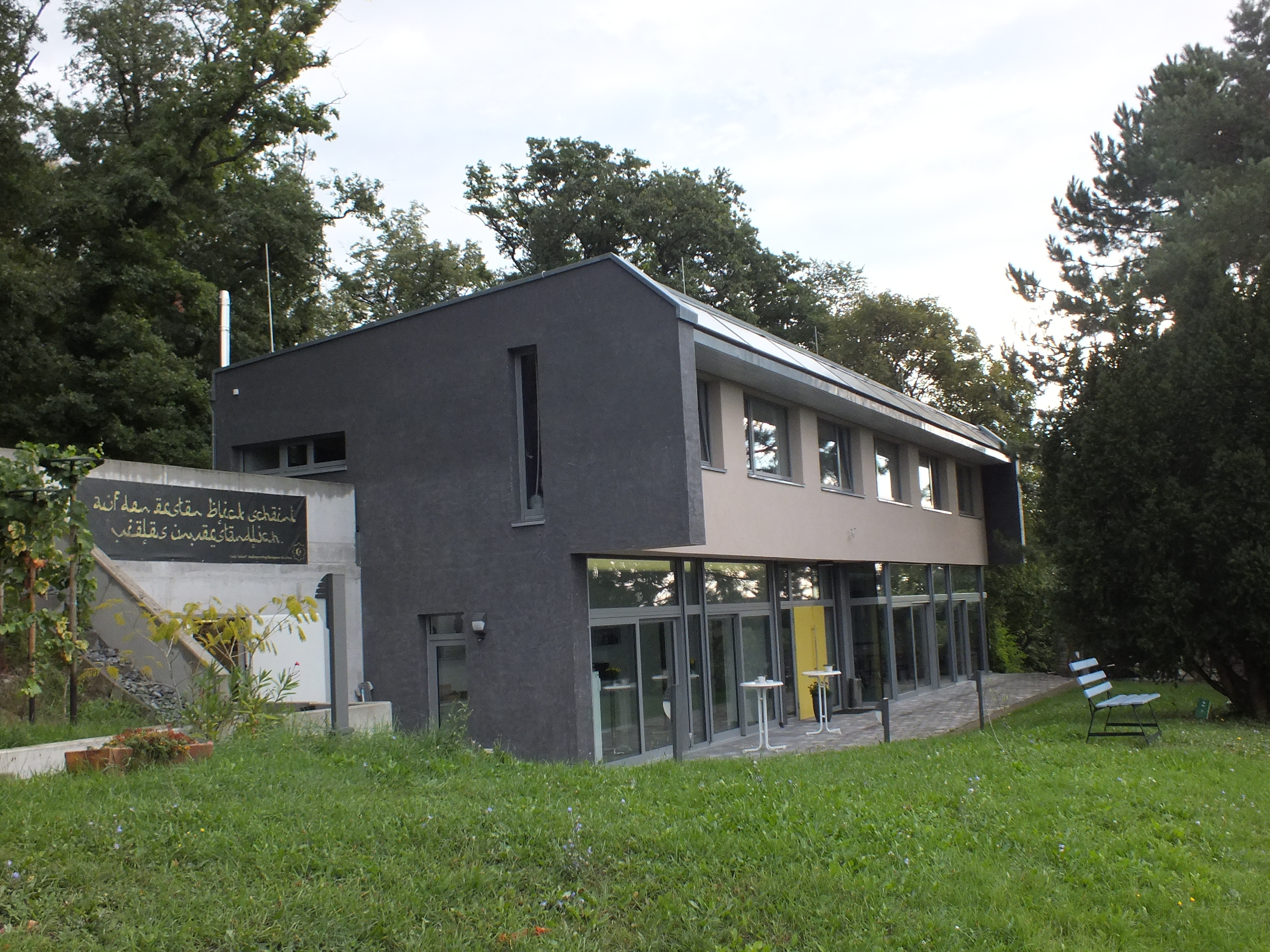
Neues Seminarhaus

Die Akademie Haus Sonneck ist eine Heimvolkshochschule in Naumburg (Saale). Ihr Tätigkeitsgebiet ist die Jugend-, Erwachsenen- und Weiterbildung. Die Einrichtung liegt zwischen Naumburg und dem Stadtteil Großjena direkt oberhalb des Zusammenflusses von Saale und Unstrut.

## Geschichte des Anwesens
Mitte der 1970er Jahre wurde der heutige Ort als Weingut und Wochenenddomizil genutzt. Von 1975 bis 1978 erwarb der Kulturfonds der DDR die beiden etwa 4 ha großen Grundstücke und gab sie in die Hände des Verbandes Bildender Künstler der DDR. Vorsitzender war der Maler Willi Sitte, der hier Tagungen durchgeführt hat. Der Weinberg wurde weiter bearbeitet, die auf dem Gelände befindlichen kleinen Villen und Häuschen, die um die Wende zum 20. Jahrhundert gebaut worden waren, wurden saniert und restauriert und dienten als Unterkunft für Künstler. Die Gesamtanlage steht heute als Ensemble unter Denkmalschutz.
In den Jahren 1989/1990 zog sich der Verband Bildender Künstler der DDR aus dem Grundstück zurück. Der Eigentümer – Kulturfonds der DDR – wandelte sich zur Stiftung Kulturfonds der neuen Bundesländer, deren Auftrag es war, Kunst und Kultur in den neuen Bundesländern und Berlin zu fördern. Die Stiftung selbst konnte sich nicht entschließen, den Ort als Künstlerhaus weiter zu betreiben. Anfang des 21. Jahrhunderts löste sich die Stiftung Kulturfonds auf, und das Grundstück ist heute im Besitz der Kunststiftung des Landes Sachsen-Anhalt.

## Nutzung als Bildungseinrichtung
Von 1991 bis 1993 mietete der DGB-Bundesvorstand das Grundstück von der Stiftung Kulturfonds und bildete Rechtssekretäre aus. Während dieser Zeit entwickelten die Mitarbeiter des Grundstückes Sonneck in Zusammenarbeit mit der Bildungsvereinigung Arbeit und Leben Sachsen-Anhalt e.V. eigene Bildungsangebote für Jugendliche und Erwachsene und luden dazu ein.
Auf dieser Basis wurde 1993 die Akademie Sonneck als Erwachsenenbildungseinrichtung der Bildungsvereinigung Arbeit und Leben Sachsen-Anhalt e.V. gegründet. Im gleichen Jahr stellte die Akademie Sonneck beim Kultusministerium des Landes Sachsen-Anhalt den Antrag auf Anerkennung als Heimvolkshochschule; die Anerkennung erfolgte 1996 als „Heimvolkshochschule Akademie Haus Sonneck“. Die Bildungsvereinigung Arbeit und Leben Sachsen-Anhalt e.V. wurde 2003 in die gemeinnützige HVHS Akademie Haus Sonneck gGmbH überführt.
Die Zimmer für die Seminarteilnehmer befinden sich in den kleinen Villen und Häusern. Vor einigen Jahren wurde ein Neubau mit modernen Zimmern und Schulungsraum hinzugefügt. Insgesamt hat die Einrichtung 18 Doppel- und 7 Einzelzimmer. Da der Weinberg über die Akademie Sonneck teilweise weiter betrieben wird, kann das Haus Rot- und Weißweinsorten aus eigenem Weinberg anbieten.
Die Bildungsveranstaltungen der Einrichtung betreffen die Bereiche Kultur und Region, Politik und Gesellschaft, Medien und Kommunikation, Pädagogik und Psychologie, Interkulturelle Bildung, Arbeit und Beruf.
Am 22. Mai 2019 hat Marie-Luise Kühn (Naumburg) von Bundespräsident Frank-Walter Steinmeier das Bundesverdienstkreuz für den inhaltlichen Umbau des Bildungsstandortes Akademie Haus Sonneck nach 1989 erhalten.